# ビーントゥーバー

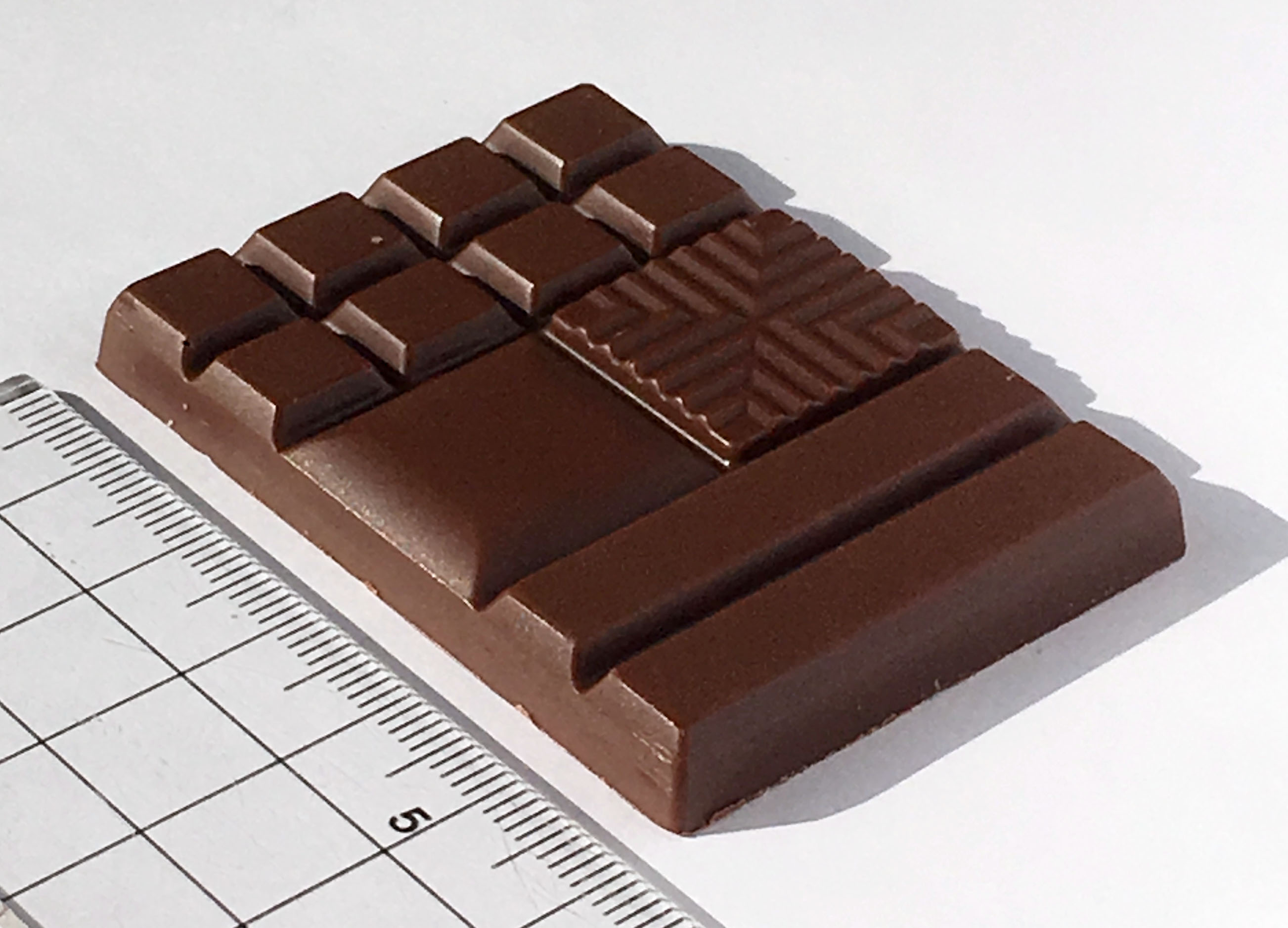
ビーントゥーバーチョコレートの一例（明治ザ・チョコレートのベルベット・ミルク）

ビーントゥーバー（Bean to Bar）は、カカオ豆からチョコレートになるまでの全工程を一貫してひとつの作り手が担当するチョコレートの製法である。この製法は2000年代初頭にアメリカ合衆国で始まり、2010年代に入ると日本でもビーントゥーバーを扱うチョコレート専門店が増えてきた。ビーントゥーバーチョコレートは小規模な作り手が多いこともあって比較的高価な商品であるが、株式会社明治が発売した「明治ザ・チョコレート」のように大手企業ならではのスケールメリットを活かしたリーズナブルな商品も流通している。「ビーントゥバー」という表記も多くみられる。

## 起源と普及
1990年代半ばのアメリカ合衆国には、大手メーカーが製造販売を手がける既製のチョコレートに飽き足らなくなったチョコレートファンが現れ始めた。やがて彼らの中から、自分自身でカカオ豆の段階から高品質のチョコレートを創り出そうという試みを始める人々が現れた。これが「ビーントゥーバー」と呼ばれ、2000年代初頭にアメリカ合衆国で始まったものである。
一般的なチョコレートメーカーでは、すでにチョコレート原料として出来上がったクーベルチュールを製造メーカーから購入し、そこから加工して商品化する。製造メーカーはカカオ豆からクーベルチュールの製造を担当し、チョコレートメーカーはそれを加工して板チョコなどの製品に仕上げる。それぞれが得意の分野に注力することによって費用や時間のコストを抑え、安価な商品を提供できる利点があるが、ビーントゥーバーは敢えてその逆を行っている。
ビーントゥーバーブームのきっかけとなったのは、2007年にニューヨークで創業した「マストブラザーズ」 (en) というメーカーである。このメーカーは手仕事でのチョコレート製造に立ち戻って使用するカカオ豆の質や製法に細やかに配慮し、高品質のチョコレートを作り上げた。マストブラザーズから送り出される個性的なチョコレートの数々は好評で迎えられ、アメリカ合衆国だけではなく世界的にも受け入れられた。
『CHOCOLATE』（2017年）の著者、ドム・ラムジーによると、アメリカ合衆国だけでもビーントゥーバーを扱うチョコレートメーカーは300社を超えているという。アメリカ合衆国以外でのビーントゥーバーの普及は遅れていたものの、製造機械類のコストが低下したことなどによって世界中でビーントゥーバーを扱うチョコレートメーカーが増えてきた。2010年代に入ると日本でもビーントゥーバーを扱うチョコレート専門店が増え、その数は約100ブランドにのぼる。

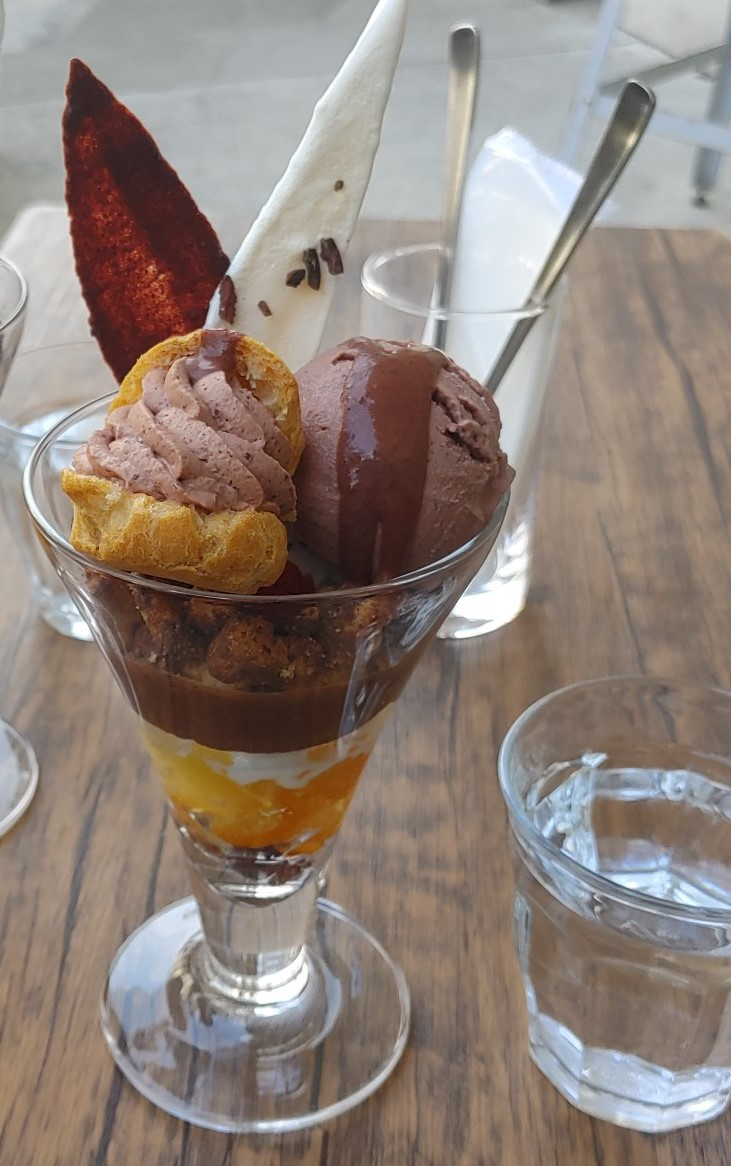
ビーントゥーバーを使ったチョコレートパフェ（Minimal富ヶ谷本店）

チョコレートくん（チョコレート探検家）によるとビーントゥーバーチョコレートの魅力は「カカオ豆が持つフレーバーをダイレクトに感じる」ところにあるという。カカオ豆はコーヒー豆と同様に産地によってフレーバーが違い、マダガスカル産はベリー、ジャワ島産には燻したようなスモーキーさがある。カカオ豆が持つフレーバーには産地のみならず品種や発酵方法、そしてそれぞれのメーカーがどのようにチョコレートに仕上げていくかが反映される。そしてカカオ豆と砂糖だけと極めてシンプルな原材料から作られるビーントゥーバーチョコレートは奥深い魅力があり、ひとつとして同じ味がなく、食べる度に新たな発見があるという。
ビーントゥーバーチョコレートは小規模な作り手が多いこともあって、比較的高価な商品である。株式会社明治が発売した「明治ザ・チョコレート」のように大手企業ならではのスケールメリットを活かしたリーズナブルな商品も存在し、コンビニエンスストアでも入手可能である。
チョコレートくんによると、日本におけるビーントゥーバーのチョコレートは50グラムで1枚1000円程度の価格であるが、コンビニエンスストアで扱うものは200円台で購入可能である。チョコレートくんは「このシリーズは、カカオ豆の特徴を生かしたチョコレートがどうすごいのかを示し、ビーントゥバーを知らなかった人の心までつかみとったのです（後略）」と称賛している。

## 今後の展開
チョコレートくんは、一部のビーントゥーバーの作り手によって「白いのにカカオが香る」ホワイトチョコレートを作り出す動きがあることを指摘している。香料不使用なのにカカオが香り立つ理由は、原材料として使われるカカオバターにある。カカオバターには空気に触れると不快な臭いまで吸収してしまう性質を持つため、通常のホワイトチョコレートには脱臭処理後のカカオバターが使われる。この脱臭処理はカカオの芳香まで取り除いてしまうため、一般の消費者が食べるホワイトチョコレートからはカカオの芳香が失われている。
カカオが香るホワイトチョコレートを作るには、2通りの方法がある。1つめは未脱臭のカカオバターを使う方法である。カカオ農園から近い場所にチョコレート工場を作ってカカオバターが不快な臭いを吸収する前に製品化し、香りを失わないホワイトチョコレートが提供可能となる。2つ目の方法は、カカオマスを搾油機に入れ、カカオバターを搾り出すものである。搾り出されたカカオバターにはカカオの香り成分が含まれるため、これを原料にしてホワイトチョコレートを作ればカカオが香り立つホワイトチョコレートができ上がる。2番目の方法は、未脱臭のカカオバターの入手が難しい日本のビーントゥーバーメーカーが使う手段である。
さらにビーントゥーバーの作り手の中には、カカオ豆の選定から踏み込んで栽培の現場に関わるブランドが増えている。生産地の状況を確認したり、生産者にカカオ豆の発酵方法について要望を伝えたりすることや、現地の就労教育を支援するなど多岐にわたる方法で良質の材料を確保することを目指している。このようなスタンスをファームトゥーバー、あるいはツリートゥーバーといい、カカオ豆の生産を持続可能なものとし、さらにはSDGs達成をも視野に入れるものである。